# Jéssica Bouzas Maneiro
Jéssica Bouzas Maneiro (født 24. september 2002 i Vilagarcía de Arousa, Spanien) er en professionel tennisspiller fra Spanien.